# 카를 닐센
카를 아우구스트 닐센(덴마크어: Carl August Nielsen, 1865년 6월 9일 ~ 1931년 10월 3일)은 덴마크의 지휘자이자 바이올리니스트, 작곡가이다. 덴마크에서 가장 중요한 작곡가 중 하나로 널리 인정받는다.
퓐섬에서 가난하지만 음악에 대한 애정이 있는 부모 아래에서 자라났으며, 어린 시절부터 음악적 능력을 보였다. 처음에는 군악대에서 연주하다가 1884년부터 1886년 12월까지 코펜하겐의 덴마크 왕립 음악원에서 수학했다. 1888년, 23세의 나이에 첫번째 공식 작품인 현악 모음곡(Op. 1, Suite for Strings)을 초연하였다.
이듬해인 1889년부터 덴마크 왕립 오케스트라에서 요한 스벤젠지휘 아래 16년간 제2바이올린 연주자로 활동했으며, 덴마크에서 베르디의 《팔스타프》와 《오텔로》 등의 초연에 참여하였다. 1916년부터 덴마크 왕립 음악원에서 교수직을 맡았으며, 생애 마지막까지 교육자로 활동하였다.
닐센의 교향곡, 협주곡, 합창 음악은 국제적으로 높은 평가를 받지만, 닐센은 삶에서 여러 어려운 시기를 보내 이런 점이 음악에도 반영되어 있다. 특히 1897년부터 1904년 사이에 작곡된 작품들은 음악학자들에 의해 "심리적(psychological) 시기"로 분류되는데, 이는 조각가 안네 마리 브로데르센(Anne Marie Brodersen)과의 불안정한 결혼 생활에서 비롯된 것으로 여겨진다. 닐센은 여섯 개의 교향곡, 목관 5중주(Wind Quintet), 그리고 바이올린, 플루트, 클라리넷을 위한 협주곡으로 특히 유명하다. 덴마크에서는 그의 오페라 《마스카라데》와 여러 가곡이 문화유산으로 자리 잡았다.
초기 작품에서 요하네스 브람스와 에드바르 그리그의 영향을 받았지만, 이후 '진행하는 조성(progressive tonality)'이라는 기법을 실험하며 자신만의 독창적인 음악 스타일을 확립했다. 이후에는 당시 일반적인 작곡 방식에서 더욱 급진적으로 벗어나게 되었다.
마지막 교향곡인 제6번 《단순 교향곡》(Sinfonia semplice)는 1924~1925년에 작곡되었다. 이후 1927년 심장마비로 쓰러진 후 건강이 악화되었고, 1931년 심장마비로 생을 마감했다. 그는 코펜하겐의 베스트레 묘지(Vestre Cemetery)에 안장되었다.
닐센은 생전에는 덴마크와 국제 음악계 모두에서 비주류 음악가로 간주되었다. 사후에 점차 국제적인 명성을 얻게 되었으며, 특히 1960년대 이후 레너드 번스타인 등의 지휘자들을 통해 인기가 가속화되었다. 덴마크에서 닐센의 명성은 2006년 덴마크 문화부가 그의 작품 네 곡을 덴마크 클래식 음악의 걸작으로 선정하면서 확고해졌다. 또한, 그는 오랫동안 덴마크 100크로네 지폐에 등장하며 국가적인 상징으로 자리 잡았다. 닐센의 생애와 그의 아내 안네 마리 브로데르센의 삶을 조명하는 칼 닐센 박물관(Carl Nielsen Museum)이 오덴세에 설립되기도 하였다. 또한, 1994년부터 2009년까지 덴마크 왕립 도서관은 덴마크 정부의 지원을 받아 Carl Nielsen Edition을 완성하였다. 이 자료는 온라인에서 무료로 제공되며, 닐센의 모든 작품의 배경 정보와 악보를 포함하고 있다. 특히, 그동안 출판되지 않았던 많은 작품들이 처음으로 공개되었다.

## 생애
오덴세의 남쪽에 위치한 퓐섬의 소르텔룽(Sortelung) 마을에서 태어났다. 소년 시절에 군악대의 트럼펫 주자가 되면서부터 음악 생활을 시작했다. 코펜하겐 음악원의 가데에게서 작곡법을 배우고, 작곡가·지휘자로서 활약했다. 북유럽 음악가 중에서는 그리그 이후의 대표적 작곡가이다. 그는 작곡을 할 때 다조성을 쓰는 등, 혁신적인 수법을 썼다. 대표작으로는 세 개의 협주곡과 여섯 개의 교향곡, 오페라 〈마스케라드〉, 〈다윗과 사울〉 등이 있다.

## 주요 작품

### 오페라
- 사울과 다윗 (1898~1901)
- 가면무도회 (1904~06)

### 부수음악
- 알라딘 (1918~19)
- 엄마 (1920)

### 교향곡
- 1번 사단조(1892~94)
- 2번 '네 개의 기질'(1901~02)
- 3번 (1910~11)
- 4번 '멸할 수 없는 것' (1914~16)
- 5번 (1921~22)
- 6번 '단순' (1924~25)

### 협주곡
- 바이올린 협주곡 (1911)
- 플루트 협주곡 (1926)
- 클리리넷 협주곡 (1928)

### 관현악곡
- 현악 모음곡 (1888)
- 교향 광시곡 (″)
- 헬리오스 서곡 (1903)
- 사가 꿈 서곡 (1907~08)
- 판과 시링크스 (1918)
- 파로 제도로 떠나는 상상 여행 (1927)

### 실내악곡

#### 현악 사중주
- 1번 사단조 (1887~88, 1900년에 개정)
- 2번 바단조 (1890)
- 3번 내림 마장조 (1897~98)
- 4번 바장조 (1906, 1919년에 개정)

#### 관악기 또는 현악기와 피아노
- 바이올린 소나타 1번 가장조 (1895)
- 오보에와 피아노를 위한 환상 소품 (1889)
- 클라리넷과 피아노를 위한 환상 소품(1880)

#### 오중주곡
- 현악 오중주 사장조 (1888)
- 세레나타(클라리넷, 바순, 호른, 첼로, 더블베이스; 1914)
- 목관 오중주(1922)

### 피아노곡
- 5개의 소품 FS10(1890)
- 샤콘 FS79(1916)
- 3개의 소품 FS131(1928)
- 소품 다조 FS159(1931)

### 가곡
- 야콥센의 5개의 시 FS12 (1891)
- 6개의 노래 FS18 (1895~96)
- 자연 연구 FS82 (1916)
- 꽃 노래 FS84 (1917)

### 합창
- 사랑의 찬송가 FS21 (1897)
- 잠 FS33 (1904)
- 퓐 섬의 봄철 FS96 (1921)
- 세 개의 모테트 FS139 (1929)

## 관련 논저
- 현동혁, 《인간, 신화 그리고 음악: 덴마크 작곡가 칼 닐센의 삶과 음악》, 예솔, 2022년 7월 5일